# Droga krajowa nr 134 (Kostaryka)
Droga krajowa nr 134 (hiszp. Ruta Nacional Secundaria 134/Ruta 134) – jedna z dróg krajowych w Kostaryce. Znajduje się ona w prowincji Alajuela.

## Opis
W prowincji Alajuela droga krajowa nr 134 przebiega przez kanton Atenas (przez dystrykty Atenas, Concepción).